# Izumizaki
Izumizaki (泉崎村, Izumizaki-mura) est un village japonais (村, mura ou son) situé dans la préfecture de Fukushima.
Sa population est estimée à 6 575 habitants au 1er juin 2013.